# 蓋·歐柏曼
蓋·歐柏曼（1965年5月18日—）是一位英國政治人物，他的黨籍是保守黨。自2010年開始，他擔任赫克瑟姆選區選出的英國下議院議員。他是一個著名的維生工資支持者。